# Johan Wilhelm Dalman
Pour les articles homonymes, voir Dalman.
Johan Wilhelm Dalman, né le 4 novembre 1787 à Hinseberg dans le Västmanland et mort le 11 juillet 1828 à Stockholm, est un médecin et un naturaliste suédois.

## Biographie
Il fait ses études à Christianfeld dans le Schleswig Holstein puis à Lund et à Uppsala. Il se passionne pour l’entomologie et la botanique. Il reçoit sa licence en 1816 puis son doctorat en 1817 à l’université d'Uppsala.
Dalman devient alors bibliothécaire de l’Académie royale des sciences de Suède, puis directeur du jardin zoologique, puis démonstrateur de botanique à l'Institut Karolinska de Stockholm.
Il est notamment l’auteur de De narcoticis observations (1816), Förteckning paa Skrifler i medicinska vetenskaperna, samt i kemi och Naturalhistorie, utgifne i Sverige aaren 1817, 1818 och 1819 (1820), Om Palaeaderna, eller de så kallade Trilobiterna (1827).